# Geophis carinosus
Geophis carinosus là một loài rắn trong họ Rắn nước. Loài này được Stuart mô tả khoa học đầu tiên năm 1941.